# Вулиця Андрея Шептицького (Дніпро)
Вулиця Андрея Шептицького — вулиця в Соборному районі міста Дніпро.
Прилучається до вулиці Горяної та Лешко-Попеля.

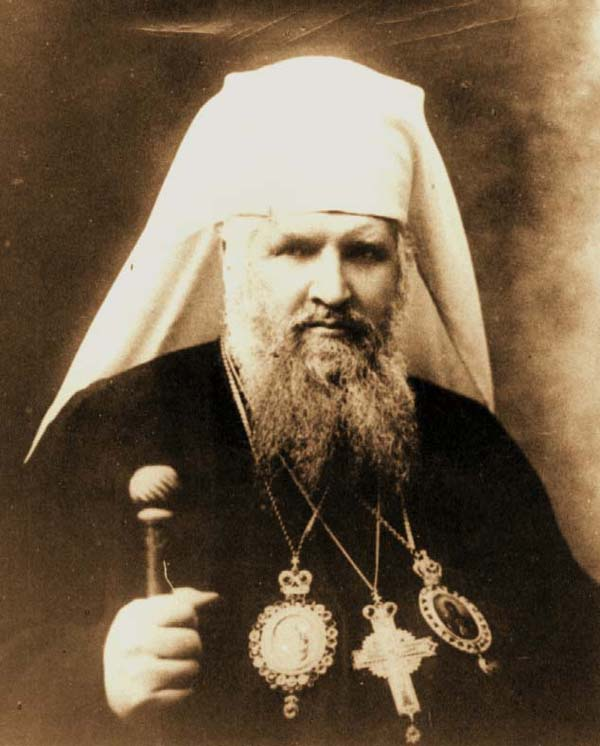
Андрей Шептицький

## Історія
У радянські часи носила назву на честь радянського партійного діяча, одного з організаторів і керівників радянського підпілля у Дніпропетровську в роки Другої світової війни, Героя СРСР Миколи Сташкова.
22 лютого 2023 року Дніпровська міська рада перейменувала вулицю на честь предстоятеля УГКЦ Андрея Шептицького.